# 蘭熱爾市 (委內瑞拉)
蘭熱爾市（西班牙語：Municipio Rangel），是委內瑞拉的一個市，位於該國西部梅里達州，首府設於穆庫切斯，面積721平方公里，2013年人口19,634，人口密度每平方公里27.23人。
8°45′00″N 70°55′00″W / 8.75000°N 70.91667°W